# Josef Rusnak (Diplomat)
Josef Rusnak (* 17. März 1936 in Unter-Turz; † 20. Juni 2014) war ein deutscher Diplomat. Zuletzt war er deutscher Botschafter in Paraguay.

## Leben
In der Amtszeit von Rusnak als Botschafter in Managua wurden im Amtsbezirk Nicaragua am 17. Mai, Pfingstsamstag 1986, aus dem Dorf Jacinto Baca acht deutsche Staatsbürger von der Contra entführt. Um auf die Situation hinzuweisen, wurde die Deutsche Botschaft in Managua am 19. und 20. Mai 1986 von etwa 70 Bundesbürgerinnen und Bundesbürgern besetzt. Die Besetzer trafen Rusnak und den ersten Sekretär Günter Rudolf Knieß an. An den Verhandlungen um die Freilassung der Entführten war Hans-Jürgen Wischnewski beteiligt.
Er war Mitglied der katholischen Studentenverbindung KDStV Thuringia Würzburg im CV.